# Zahlbrucknerella
Zahlbrucknerella är ett släkte av lavar. Zahlbrucknerella ingår i familjen Lichinaceae, ordningen Lichinales, klassen Lichinomycetes, divisionen sporsäcksvampar och riket svampar.
|                  | Peccania                                                                                |
|                  |                                                                                         |
|                  | Lichinodium                                                                             |
|                  |                                                                                         |
|                  | Lichinella                                                                              |
|                  |                                                                                         |
|                  | Lichina                                                                                 |
|                  |                                                                                         |
|                  | Lempholemma                                                                             |
|                  |                                                                                         |
|                  | Lemmopsis                                                                               |
|                  |                                                                                         |
|                  | Gonohymenia                                                                             |
|                  |                                                                                         |
|                  | Euopsis                                                                                 |
|                  |                                                                                         |
|                  | Ephebe                                                                                  |
|                  |                                                                                         |
|                  | Anema                                                                                   |
|                  |                                                                                         |
|                  | Metamelanea                                                                             |
|                  |                                                                                         |
|                  | Calotrichopsis                                                                          |
|                  |                                                                                         |
| Zahlbrucknerella | \| \| Zahlbrucknerella calcarea \| \| \| \| \| \| Zahlbrucknerella maritima \| \| \| \| |
|                  | \| \| Zahlbrucknerella calcarea \| \| \| \| \| \| Zahlbrucknerella maritima \| \| \| \| |
|                  | Psorotichia                                                                             |
|                  |                                                                                         |
|                  | Leprocollema                                                                            |
|                  |                                                                                         |
|                  | Phloeopeccania                                                                          |
|                  |                                                                                         |
|                  | Pterygiopsis                                                                            |
|                  |                                                                                         |
|                  | Thermutis                                                                               |
|                  |                                                                                         |
|                  | Stromatella                                                                             |
|                  |                                                                                         |
|                  | Paulia                                                                                  |
|                  |                                                                                         |
|                  | Thyrea                                                                                  |
|                  |                                                                                         |
|                  | Pyrenopsis                                                                              |
|                  |                                                                                         |
|                  | Porocyphus                                                                              |
|                  |                                                                                         |
|                  | Digitothyrea                                                                            |
|                  |                                                                                         |
|                  | Synalissa                                                                               |
|                  |                                                                                         |
|                  | Cryptothele                                                                             |
|                  |                                                                                         |
|                  | Harpidium                                                                               |
|                  |                                                                                         |
|                  | Phylliscum                                                                              |
|                  |                                                                                         |
|                  | Zahlbrucknerella calcarea                                                               |
|                  |                                                                                         |
|                  | Zahlbrucknerella maritima                                                               |
|                  |                                                                                         |

|  | Zahlbrucknerella calcarea |
|  |                           |
|  | Zahlbrucknerella maritima |
|  |                           |